# Catostomus bernardini
Catostomus bernardini és una espècie de peix de la família dels catostòmids i de l'ordre dels cipriniformes que es troba a Nord-amèrica: sud-est d'Arizona i nord-oest de Mèxic.
Els mascles poden assolir els 40 cm de longitud total.